# Вікторія Плешкане
Вікторія Пле́шкане (латис. Viktorija Pleškane, 3 травня 1975 року) — латвійська фахівчиня з охорони праці та політична діячка. Була обрана до Сейму 14-го скликання за списком партії «Стабільність!».
Закінчила Резекненську вищу школу в 1998 році зі ступенем бакалавра економіки за спеціальністю «Менеджмент туризму та готельного бізнесу». У 2003 році отримала ступінь магістра суспільних наук за спеціальністю «Менеджмент», а потім навчалася в Латвійському університеті, який закінчила в 2012 році зі ступенем професійного магістра охорони праці за спеціальністю «Охорона праці» з кваліфікацією «Старший спеціаліст з охорони праці».
До обрання в Сейм Латвii працювала фахівцем з охорони праці та здоров'я.
Була обрана до Сейму 14-го скликання на виборах восени 2022 року за списком партії «Стабільність!». 24 січня 2024 року Плешкане була виключена з партії та фракції Сейму після скандального візиту депутатів Сейму до Китаю.